# Víctor Camarasa
Pour les articles homonymes, voir Camarasa (homonymie).
Víctor Camarasa Ferrando, né le 28 mai 1994 à Meliana en Espagne, est un footballeur espagnol qui évolue au poste de milieu de terrain.

## Biographie

### Carrière en club
Le 7 décembre 2013, il fait ses débuts avec l'équipe première de Levante, lors d'un match de Copa del Rey contre le Recreativo de Huelva.
Le 4 janvier 2014, il fait ses débuts en championnat, lors d'un match de Liga face au FC Valence.
Le 9 août 2018, Victor Camarasa est prêté pour une saison par le Betis Séville à Cardiff City, promu en Premier League.

### Carrière internationale
Le 12 novembre 2015, il joue un match avec l'équipe d'Espagne espoirs, lors d'une rencontre face à la Géorgie comptant pour les éliminatoires du championnat d'Europe espoirs 2017.

### Palmarès
- Deportivo Alavés
  - Copa del Rey
    - Finaliste en 2017